# Черновицки, Эва
Эва Черновицки (венг. Csernoviczki Éva, р.16 октября 1986) — венгерская дзюдоистка, чемпионка Европы, призёрка Олимпийских и Европейских игр, чемпионатов мира.

## Биография
Родилась в 1986 году в Татабанье. В 2008 году стала бронзовой призёркой чемпионата Европы, а на Олимпийских играх в Пекине заняла 7-е место. В 2009—2011 годах ежегодно становилась серебряным призёром чемпионата Европы, а в 2011 году ещё и завоевала бронзовую медаль чемпионата мира. В 2012 году стала обладательницей бронзовой медали чемпионата Европы и завоевала бронзовую медаль на Олимпийских играх в Лондоне. В 2013 и 2014 годах становилась чемпионкой Европы. В 2015 году стала бронзовой призёркой Европейских игр.